# Vrocourt
Vrocourt ist eine französische Gemeinde mit 33 Einwohnern (Stand 1. Januar 2022) im Département Oise in der Region Hauts-de-France. Die Gemeinde liegt im Arrondissement Beauvais und ist Teil der Communauté de communes de la Picardie Verte und des Kantons Grandvilliers.

## Geographie
Die Gemeinde liegt rund drei Kilometer südöstlich von Songeons überwiegend am linken (nördlichen) Ufer des Thérain.

## Einwohner
| 1962 | 1968 | 1975 | 1982 | 1990 | 1999 | 2006 | 2011 |
| ---- | ---- | ---- | ---- | ---- | ---- | ---- | ---- |
| 40   | 40   | 31   | 30   | 33   | 42   | 41   | 38   |

## Verwaltung
Bürgermeisterin (maire) ist seit 2014 Aurélie Leguay.

## Sehenswürdigkeiten
- Zwei Mühlen (Moulin du Clos-Guidon aus dem Jahr 1837, 1990 als Monument historique eingetragen,[1] und Moulin du Clos-Guérin).
- Die Kirche Saint-Martin aus dem Jahr 1540, mit einer bemalten hölzernen Reiterstatue des Titularheiligen.[2]